# Столповка
Столповка (укр. Стовпівка, англ. Stovpivka) — село,
Гнездищенский сельский совет,
Городнянский район,
Черниговская область,
Украина.
Код КОАТУУ — 7421483203. Население по переписи 2001 года составляло 115 человек .

## Географическое положение
Село Столповка находится в 2-х км от правого берега реки Смяч,
выше по течению на расстоянии в 3,5 км расположено село Гнездище.
По селу протекает  ручей с запрудой. Село окружено большим лесным массивом.